# Sarati
Sarati (plural de sarat) és una escriptura artificial creada per J.R.R. Tolkien dins de l'univers fictici al qual pertanyen obres com El Senyor dels Anells, El hòbbit o El Silmaríl·lion, essent aquest últim el marc de referència més adequat per a les sarati. El sistema rep el nom de cada element que el compon o sarat, essent cadascun d'ells l'equivalent a un fonema de la llengua parlada, normalment el quenya.
Segons la mitologia creada per Tolkien, les sarati foren inventades pel ñoldo Rúmil de Tiríon a Vàlinor l'any 1179 de l'Era de Vàlinor. Sovint se'ls ha anomenat "les tengwar de Rúmil", si bé són un sistema d'escriptura anterior a les tengwar, que foren ideades per Fëanor basant-se en l'obra prèvia de Rúmil.
Com en el mode tengwar recent, cada caràcter complet representa una consonant, mentre que les vocals es representen amb signes diacrítics, anomenats tehtar en la terminologia pròpia de les tengwar. En les sarati els signes de les vocals s'escriuen normalment a l'esquerra de les consonants en l'escriptura vertical, i dalt en l'escriptura horitzontal. Segons Tolkien, les consonants eren considerades més sortints que vocals, i les vocals eren considerades simplement modificadors. En escriure quenya el signe per a la "a" se sol ometre, car és la vocal més comuna en aquest idioma èlfic. Això fa del sarati un sistema d'abugida, essent "a" la vocal inherent.